# Bogumiła Szeląg
Bogumiła Szeląg (ur. 3 marca 1938 w Lublinie, zm. 14 marca 2018) – polska nauczycielka.

## Życiorys
Z zawodu była nauczycielką, pełniła funkcję dyrektora Zespołu Szkół Rolniczych w Miętnem. Była członkinią „Solidarności”. W latach 1983–1984 walczyła o pozostawienie krzyży na terenie szkoły. Pełniła również funkcję prezesa Stowarzyszenia Pomocy Dzieciom w Garwolinie. W 2009 została odznaczona przez prezydenta Lecha Kaczyńskiego Krzyżem Kawalerskim Orderu Odrodzenia Polski.